# FC Lustenau 07
FC Lustenau 07 é um clube de futebol austríaco, com sede em Lustenau. Atualmente disputa a terceira divisão austríaca.
Tem como grande rival o SC Austria Lustenau, clube da mesma cidade na qual dividem o Reichshofstadion.

## Elenco Atual
25 de Janeiro de 2015
Nota: Bandeiras indicam equipe nacional, conforme definido pelas regras de elegibilidade da FIFA. Os jogadores podem ter mais de uma nacionalidade não-FIFA.
| N.º |         | Posição | Jogador              |
| --- | ------- | ------- | -------------------- |
| 1   |         | G       | Christian Pozzera    |
| 2   | Áustria | M       | Lucas Felder         |
| 3   | Áustria | D       | Hasim Karakas        |
| 4   | Áustria | D       | Marco Marceta        |
| 5   | Áustria | A       | Simon Stark          |
| 6   | Áustria | M       | Johannes Giselbrecht |
| 7   | Áustria | M       | Dominik Siegl        |
| 7   | Áustria | A       | Yüksel Akyildiz      |
| 8   | Áustria | M       | Mathias Riedmann     |
| 9   | Turquia | M       | Kemal Duran          |

| N.º |         | Posição | Jogador             |
| --- | ------- | ------- | ------------------- |
| 10  | Turquia | A       | Hüseyin Zengin      |
| 11  |         | D       | Christian Gerencir  |
| 12  | Áustria | G       | Tobias Hämmerle     |
| 14  | Áustria | D       | Faruk Catic         |
| 17  |         | D       | Marko Fischer       |
| 18  | Áustria | D       | Maximilian Lackner  |
| 20  | Áustria | M       | Philipp Hagspiel    |
| 21  | Áustria | M       | Philipp Hollenstein |
| 27  | Áustria | M       | Christopher Schöpf  |
| 29  | Áustria | A       | Lukas Stark         |

## Ligações Externas
- Sitio Oficial